# Richard Widmark
Richard Weedt Widmark (Sunrise Township, Chisago megye, Minnesota, Amerikai Egyesült Államok, 1914. december 26. – Roxbury, Connecticut, 2008. március 24.), Golden Globe-díjas amerikai színész. Háborús, cowboy- és kalandfilmek ismert sztárja. Hat évtizeden átívelő pályája során mintegy 75 játékfilmben szerepelt.

## Élete

### Származása, tanulmányai
Apja Carl Henry Widmark volt, svéd bevándorló, aki kereskedelmi utazó ügynökként dolgozott. Anyja Ethel Mae Barr volt. A család többször költözött, az apa munkahelye szerint. Richard az Illinois állambeli Princetonban és Henryben nőtt fel. Eredetileg ügyvéd akart lenni, a középiskola után jogot kezdett tanulni, de érdeklődése a színészet felé fordult. A Lake Forest College-ban színészmesterséget tanult. 1936-ban végzett, ezután színészetet oktatott. A második világháborús katonai szolgálatot megúszta, mert egyik sérült dobhártyája miatt a hadsereg alkalmatlannak minősítette. A Lake Forest-i főiskolán ismerte meg Jean Hazlewood hallgatónőt, aki forgatókönyvírónak tanult. Hazlewood és Widmark 1938-ban együtt költöztek New Yorkba, itt 1942. április 5-én összeházasodtak. 1945-ben megszületett első és egyetlen gyermekük, Anne Heath Widmark.

### Színészi pályája
Widmark 1943-ban debütált a Broadway-n, F. Hugh Herbert Kiss and Tell című színművében, amelyet George Abbott vitt színpadra. A következő években színházi munkája mellett rádióadásokban és rádiószínházi előadásokban is beszélt. Első filmszerepét 1947-ben Henry Hathaway rendező A halál csókja c. film noir-horrorjában játszotta. Egy hidegvérű gyilkost alakított, aki a film egyik jelenetében egy tolószékes rokkant férfit könyörtelenül lelök a lépcsőn, a halálba. A film nagy kasszasiker lett, Widmark egy csapásra széles körben ismertté vált. Megkapta a legjobb színészutánpótlásnak járó, ekkor először kiadott Golden Globe-díjat, nevezték az Oscar-díjra, a 20th Century Fox-tól hét évre szóló szerződést kapott.

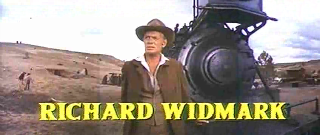
Mike King, a vasútépítő, A vadnyugat hőskora c. heroizáló filmeposzban (1962)

Első szerepének sikere nyomán sokáig gonosz karakterű szerepeket osztottak rá. Csak az 1950-es években tudta lerázni magáról ezt a klisét és mindent eljátszani képes, sokoldalú színészként elfogadtatnia magát. Egyre többféle műfajban főszerepelt, köztük világháborús filmekben, így pl. a Frogmen-ben (1951) és történelmi kalandfilmekben, így pl. a Destination Gobi-ban (1952). Az 1950-es és 1960-as évek divatos westernfilmjeiben is nagy sikerrel játszott főszerepeket, pl. A kettétört lándzsában (1954), a Cowboyháborúban (1959), a mexikói-texasi háborúról szóló Alamóban (1960), az Együtt vágtattak-ban (1961), vagy a Cheyenne őszben (1964).
Az évek múltával keresett karakterszínésszé vált, drámai szerepekben is megállta a helyét, az 1961-es Ítélet Nürnbergben c. filmben a német háborús bűnösöket vádoló katonai ügyészt alakította, vele szemben Maximilian Schell a védőt, Spencer Tracy a főbírót alakította. Játszott az 1953-as Zsebtolvaj c. krimiben. Ő volt a címszereplő az 1968-as Madigan c. bűnügyi filmben és folytatásában, a Madigan-krimisorozatban (1972-1973). Játszott az 1977-es Hullámvasút c. katasztrófafilmben, és az 1979-es Medvesziget-akció c. thriller-akciófilmben. Bár már többségében pozitív karaktereket alakított, de néha visszabújt a gonosz álarcába, így pl. az Sidney Lumet 1974-es Agatha Christie-adaptációjában, a Gyilkosság az Orient expresszen c. thrillerben, a nemzetközi sztárcsoport tagjaként ő alakította Mr. Ratchettet, a gyermekrablót és gyilkost.

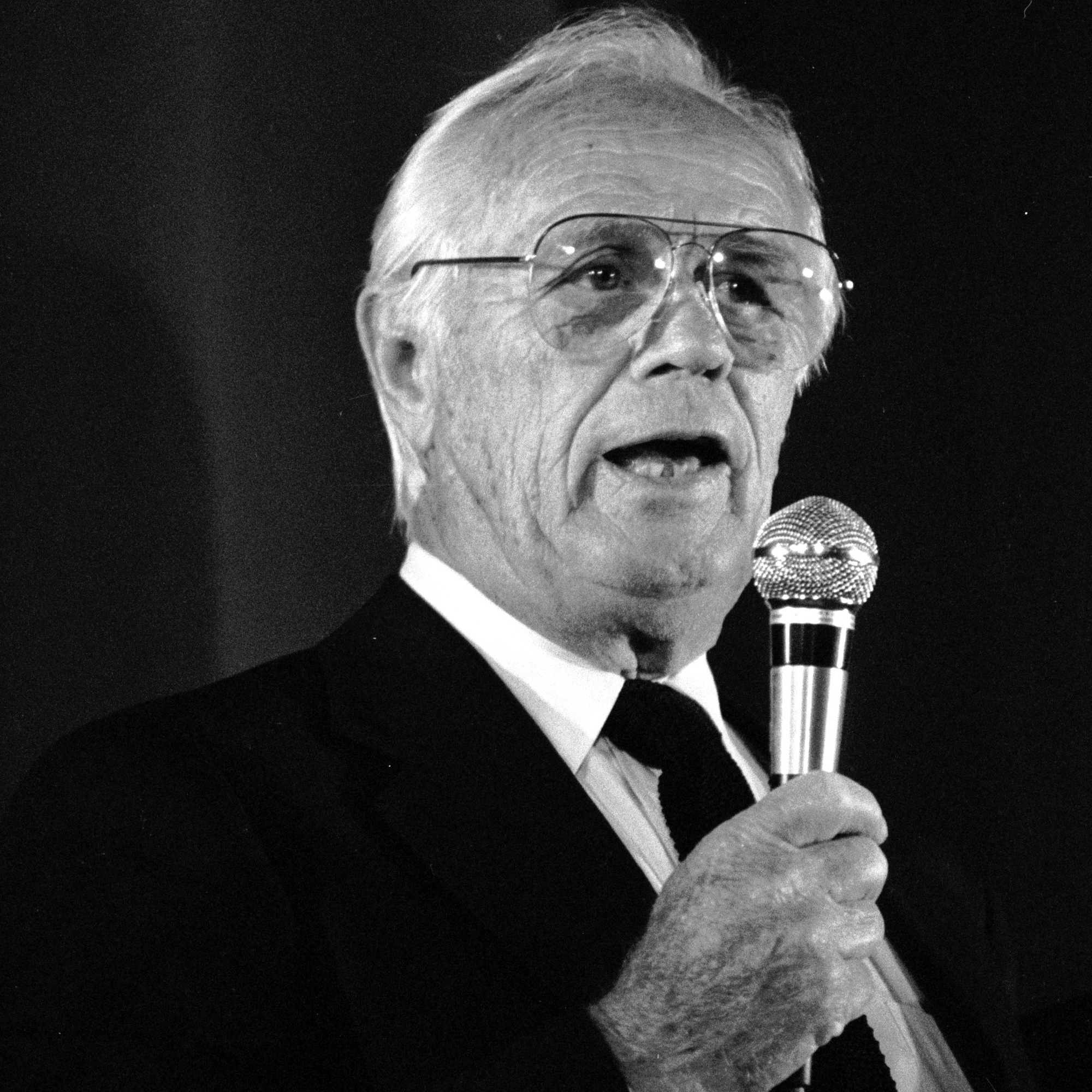
Richard Widmark (1991)

Három évtizeden keresztül, az 1970-es évek végéig Hollywood egyik legtöbbet foglalkoztatott sikerszínésze volt. Idősebb korában, az 1980-as években nyugodtabb, megfontoltabb szerepeket is elvállalt. Volker Schlöndorff rendező 1987-es filmjében, a Vének szövetségében egy fehér seriffet alakított, aki egy rasszista gyilkosság hátterét igyekszik tisztázni. Utolsó filmszerepét, Stiles szenátort Herbert Ross rendező 1991-es politikai thrillerében, a Kétszínű igazság-ban játszotta, amely arról szól, hogy az ifjú káderek, politikai karrierjük érdekében hogyan árulják el egymást és egykori ideáljaikat.

### Társadalmi, politikai elkötelezettsége
Bár színészi pályája során Widmark legnagyobbrészt fegyveres, erőszakos figurákat alakított, polgárként viszolygott a fegyverektől, elítélte az erőszak minden formáját és több fórumon is támogatta a fegyverviselés korlátozását.

Egész életében elkötelezett tagja maradt az amerikai Demokrata Pártnak.

### Magánélete

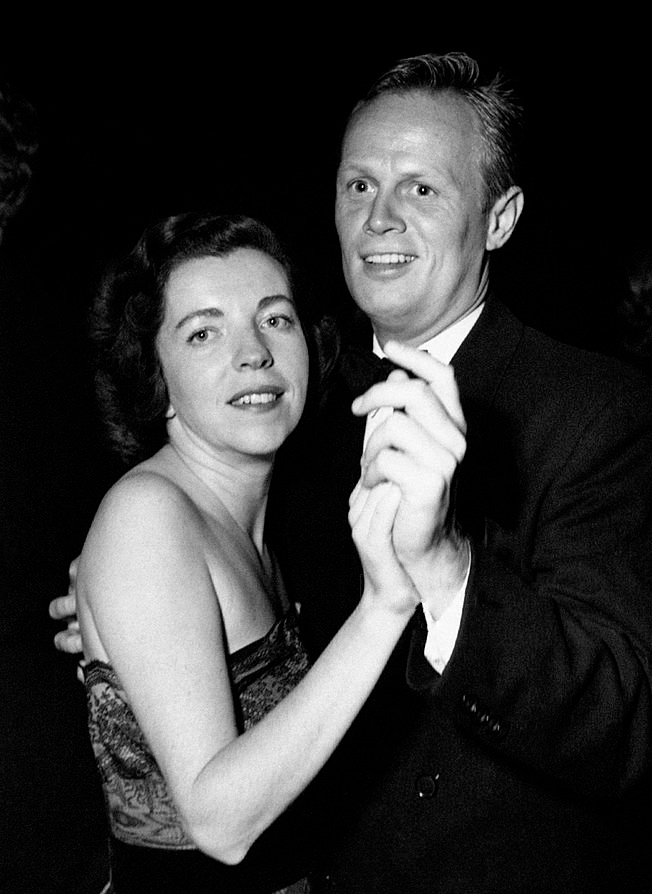
Widmark és első felesége, Jean Hazlewood (1950 körül)

1942-ben Widmark feleségül vette Jean Hazlewood (1916–1997) forgatókönyvírónőt, akivel még főiskolai évei alatt ismerkedett meg. Egy leányuk született, Anne Heath Widmark író–képzőművész, aki 1969–1982 között Sandy Koufax (1935) kosárlabdajátékos felesége volt. Widmark első házassága 55 éven át tartott, Hazlewood 1997-ben Alzheimer-kórban elhunyt.  
Widmark szenvedélyes lovas volt, az 1950-es években egy ranchot vásárolt a Missouri állambeli Green City-ben, itt élt a következő két évtizedben. Nagyobb összeggel támogatta a közeli repülőtér építését, amelyet halála után róla neveztek el.
1999 szeptemberében ismét megnősült. Egy előkelő társasági hölgyet, Susan Blanchard-Jacobsont (1928) vette feleségül, Dorothy Hammerstein (1899–1987) belsőépítésznő leányát, Oscar Hammerstein (1895–1960) színházi producer fogadott leányát, aki 1950–1956 között Henry Fonda harmadik felesége volt.
2001-ben Widmark teljesen visszavonult. Vidéki házában élt a Connecticut állambeli Roxburyben, kerülve a zajos hollywoodi társasági eseményeket. Egészsége megromlott. 2007-ben elesett, ez tovább rontott állapotán.
 Hosszú betegség után, 2008 március 24-én hunyt el roxbury-i otthonában, 93 évesen.

### Elismerései, díjai
1948-ban megkapta a legjobb kezdő férfi színésznek járó Golden Globe-díjat. 2005-ben elnyerte a Los Angeles-i Filmkritikusok Szövetségének Életmű-díját (Career Achievement Award). Hollywoodban, a Hírességek Sétányán csillagot kapott.

## Fontosabb filmszerepei
- 1947: A halál csókja (Kiss of Death); Tommy Udo
- 1948: Névtelen utca (The Street with No Name); Alec Stiles
- 1948: Road House  Jefferson T. 'Jefty' Robbins
- 1948: Yellow Sky     Dude
- 1949: Down to the Sea in Ships    First Mate Dan Lunceford
- 1949: Slattery's Hurricane   Lt. Will Slattery USNR
- 1950: Az éjszaka és a város (Night and the City); Harry Fabian
- 1950: Pánik az utcán (Panic in the Streets); Clinton Reed parancsnok
- 1950: Nincs kiút (No Way Out); Ray Biddle
- 1951: Halls of Montezuma; Anderson hadnagy
- 1951: The Frogmen; John Lawrence alezredes
- 1952: Red Skies of Montana; Cliff Mason
- 1952: Ne is kopogtass! (Don’t Bother to Knock); Jed Towers
- 1953: Destination Gobi; Samuel T. McHale
- 1953: Zsebtolvaj (Pickup on South Street); Skip McCoy
- 1953: Foglald el a fennsíkot! (Take the High Ground!); Thorne Ryan őrmester
- 1954: Inferno (Hell and High Water); Adam Jones kapitány
- 1954: A bűn kertje (Garden of Evil); Fiske
- 1954: A kettétört lándzsa (Broken Lance); Ben Devereaux
- 1955: A pókháló (The Cobweb); Dr. Stewart „Mac” McIver
- 1955: A Prize of Gold; Joe Lawrence őrmester
- 1956: Hatok bandája (Backlash); Jim Slater
- 1956: Versenyfutás a napért (Run for the Sun); Michael „Mike” Latimer
- 1956: The Last Wagon; Comanche Todd
- 1957: Szent Johanna (Saint Joan); Károly francia trónörökös
- 1957: Time Limit; William Edwards ezredes
- 1958: A törvény és Jake Wade ( The Law and Jake Wade); Clint Hollister
- 1958: A szerelem alagútja (The Tunnel of Love); August „Augie” Poole
- 1959: The Trap; Ralph Anderson
- 1959: Cowboyháború (Warlock); Johnny Gannon
- 1960: Alamo (The Alamo); Jim Bowie ezredes
- 1961: The Secret Ways; Michael Reynolds
- 1961: Együtt vágtattak (Two Rode Together); Jim Gary főhadnagy
- 1961: Ítélet Nürnbergben (Judgment at Nuremberg); Tad Lawson ezredes
- 1962: A vadnyugat hőskora (How the West Was Won); Mike King
- 1964: A vikingek kincse (The Long Ships); Rolfe
- 1964: Menekülés Ashiyából (Flight from Ashiya); Glenn Stevenson alezredes
- 1964: Cheyenne ősz (Cheyenne Autumn); Thomas Archer százados
- 1965: A Bedford incidens (The Bedford Incident); Eric Finlander tengerészkapitány
- 1967: Távoli nyugat (The Way West); Lije Evans
- 1968: Madigan, mozifilm; Dan Madigan rendőrnyomozó
- 1969: A törvény éber őre (Death of a Gunfighter); Frank Patch seriff
- 1970: Holdfényháború (The Moonshine War); Dr. Emmett Taulbee
- 1972: Amikor a legendák meghalnak (When the Legends Die); Red Dillon
- 1973: Az azték pap átka (A Talent for Loving); Patten őrnagy
- 1972-1973: Madigan, tévésorozat; összes epizódban; Dan Madigan rendőr őrmester
- 1974: Gyilkosság az Orient expresszen (Murder on the Orient Express); Mr. Ratchett / Lanfranco Cassetti
- 1974–1975: The Lives of Benjamin Franklin, tévé-minisorozat; Benjamin Franklin
- 1975: Az utolsó nap (The Last Day); tévéfilm; Will Spence
- 1976: To the Devil a Daughter; John Verney
- 1976: Kémek csatája (The Sell Out); Sam Lucas
- 1977: Twilight’s Last Gleaming; MacKenzie tábornok
- 1977: A dominó elv (The Domino Principle); Tagge
- 1977: Hullámvasút (Rollercoaster); Hoyt
- 1978: Kóma (Coma); Dr. Harris
- 1978: Rajzás (The Swarm); Slater tábornok
- 1979: Medvesziget-akció (Bear Island); Otto Gerran
- 1980: Halál a buszon (All God's Children), tévéfilm; Parke Denison bíró
- 1982: Bolond mozi mozibolondoknak (Movie Madness); Stan Nagurski
- 1982: Ki kém, ki nem kém (Hanky Panky); Ransom
- 1982: S.A.S. kommandó (Who Dares Wins); külügyminiszter
- 1984: Széllel szemben (Against All Odds); Ben Caxton
- 1985: Blackout; Joe Steiner
- 1987: Vének szövetsége (A Gathering of Old Men); tévéfilm; Mapes seriff
- 1988: A texasi vonatrablás (Once Upon a Texas Train); tévéfilm; Owen Hayes százados
- 1989: Hideg és szemtelen ( Cold Sassy Tree), tévéfilm; Enoch Rucker Blakeslee
- 1991: Kétszínű igazság (True Colors); James Stiles szenátor
- 1992: Lincoln; tévé-dokumentumfilm; Ward Hill Lamon hangja